# 颐和园 (纪录片)
颐和园是中国中央电视台所制作的一部6集电视纪录片，该片于2010年12月26日至12月28日，北京時間22时28分在中国中央电视台综合频道播映，每晚播映兩集。

## 节目内容
- 第一集：清漪出锦绣
- 第二集：昆明有乾坤
- 第三集：绝艺筑颐和
- 第四集：风雨梦乐园
- 第五集：禁苑演外交
- 第六集：沧桑续文明